# Sonhos e visões na Terra Média
J. R. R. Tolkien utiliza repetidamente sonhos e visões em suas obras ambientadas na Terra Média para criar efeitos literários, permitindo que a narrativa transite entre a realidade cotidiana e a percepção de outros tipos de existência. Ele segue as convenções da visão onírica [en] da literatura medieval inicial e a tradição da escrita visionária inglesa de Edmund Spenser e John Milton.
Numerosos sonhos são descritos em O Senhor dos Anéis. Estudiosos identificaram múltiplas funções para esses sonhos, incluindo sugerir o panpsiquismo — com a mente como uma realidade presente em todo o mundo e orientação pelos Valar, semelhantes a deuses —, oferecer vislumbres do paraíso e indicar que personagens malignos podem inserir imagens falsas nas mentes dos homens. Um caso especial é a terra élfica etérea de Lothlórien, que se assemelha à terra onírica do poema medieval Pearl.

## Contexto

### Literatura inglesa

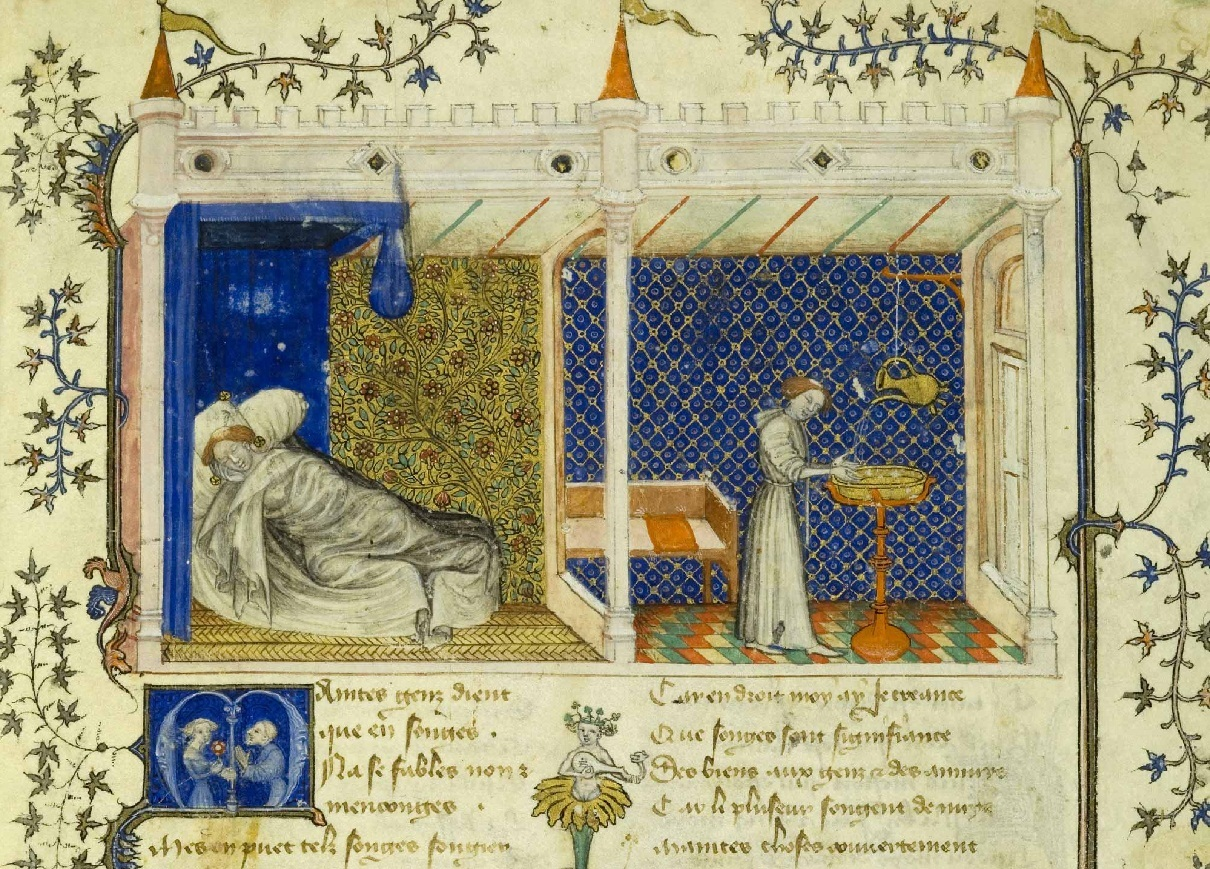
Detalhe de manuscrito da visão onírica medieval, Le Roman de la Rose, com ilustração iluminada do sonhador.

A visão onírica ou visio é um dispositivo literário central na literatura medieval inicial, especialmente, mas não exclusivamente, no gênero de literatura visionária. Amy Amendt-Raduege observa que as visões oníricas medievais, como as de Geoffrey Chaucer, ou aquelas em Chanson de Roland, Roman de la Rose e Sir Gawain e o Cavaleiro Verde, são intensamente visuais. Além disso, ela escreve, o sonhador frequentemente adormece perturbado por algo, e o sonho o leva a um lugar ideal onde encontra uma figura de autoridade, como Virgílio no Inferno de Dante, tratado como uma história onírica pelos estudiosos, embora não seja explicitamente apresentado como um sonho. Ela comenta que muitos sonhos em O Senhor dos Anéis seguem essas mesmas convenções.
Mais tarde, na literatura inglesa, surge, nas palavras de Deirdre Greene, "uma tradição de escrita visionária que busca um épico nacional", desde o início da era moderna com Edmund Spenser e John Milton, até os tempos modernos com a abordagem distinta de William Blake e também de Tolkien.

### J. R. R. Tolkien
J. R. R. Tolkien foi um autor inglês e filólogo especializado em línguas germânicas antigas, particularmente o inglês antigo, e passou grande parte de sua carreira como professor na Universidade de Oxford. Ele é mais conhecido por seus romances ambientados em sua Terra Média inventada, O Hobbit, O Senhor dos Anéis e o póstumo O Silmarillion, que oferece uma narrativa mais mítica sobre eras anteriores. Seus livros foram influenciados por literaturas antiga, medieval e moderna [en].
Em seu ensaio "Sobre Contos de Fadas [en]", Tolkien discute a função dos sonhos na fantasia, afirmando que
| “                                     | em sonhos, estranhos poderes da mente podem ser desbloqueados. Em alguns deles, um homem pode, por um momento, exercer o poder de Faërie, aquele poder que, ao conceber a história, faz com que ela ganhe forma e cor vivas diante dos olhos. | ” |
| — Tolkien, "Sobre Histórias de Fadas" | |   |

No ensaio, Tolkien afirma ainda que, se um escritor usa um sonho como explicação para eventos aparentemente mágicos, "ele trapaceia deliberadamente o desejo primordial no coração de Faërie: a realização, independente da mente que concebe, do assombro imaginado". Em outras palavras, os sonhos podem existir dentro da fantasia, mas não devem ser usados para explicar eventos mágicos.

## Narrativa

### O Hobbit
Antes que o protagonista de O Hobbit, Bilbo Bolseiro, encontre Gollum, Bilbo, dormindo em uma caverna nas Montanhas Sombrias, tem um sonho assustador no qual vê uma rachadura se abrir na parede, e ele cai em um mundo subterrâneo desconhecido. Ele acorda, e o sonho se realiza parcialmente quando vê os pôneis do grupo desaparecendo por uma nova fenda no fundo da caverna. Então, goblins surgem da fenda e capturam Bilbo e os anões.

### O Senhor dos Anéis
Sean Lindsay, escrevendo na Mythlore, lista as descrições explícitas de sonhos ou menções de estados oníricos em O Senhor dos Anéis (excluindo passagens visionárias ou oníricas). Por volume, ele identifica e cita 25 sonhos em A Sociedade do Anel; 10 em As Duas Torres; e 10 em O Retorno do Rei.
Por exemplo, em "O Conselho de Elrond [en]", o protagonista Frodo exclama "Eu vi você", explicando ao mago Gandalf: "Você estava andando para frente e para trás. A lua brilhava em seu cabelo." A narrativa prossegue: "Gandalf parou, surpreso, e olhou para ele. 'Foi apenas um sonho', disse Frodo, 'mas de repente me veio à mente. Eu o havia esquecido completamente...'"
No final do romance, Frodo tem uma visão diferente, prenunciada por outro sonho centenas de páginas antes: "até que, por fim, em uma noite de chuva, Frodo sentiu um doce fragrance no ar e ouviu o som de cânticos vindo sobre as águas. E então lhe pareceu que, como em seus sonhos na casa de Bombadil, a cortina de chuva cinzenta transformou-se em vidro prateado e foi afastada, e ele contemplou praias brancas e, além delas, um país verde distante sob um nascer do sol rápido."
Outros seres têm sonhos; a "Canção dos Ents e Entesposas" de Tolkien retrata os Ents machos fazendo pouco no verão, exceto sonhar, em contraste com as Entesposas, para quem o verão era uma época movimentada.

### "O Sino do Mar"
O poema de Tolkien "O Sino do Mar [en]" foi publicado na coleção de 1962 As Aventuras de Tom Bombadil, com o subtítulo Frodos Dreme. Tolkien sugere que este poema narrativo enigmático representa os sonhos desesperançados que visitaram Frodo no Condado nos anos após a destruição do Anel. Ele relata a jornada do narrador sem nome para uma terra misteriosa além-mar, onde ele tenta, mas falha, em estabelecer contato com as pessoas que ali habitam. Ele mergulha em desespero e quase loucura, eventualmente retornando ao seu próprio país, onde se encontra completamente alienado daqueles que outrora conhecia.

## Análise
Lindsay escreve que, em O Senhor dos Anéis, um sonho pode simplesmente indicar um estado mental, como cansaço; pode denotar um estado onírico, como quando Frodo ouve música élfica em Valfenda; e pode significar uma visão completa de alguma realidade, distante no espaço ou no tempo.

### Interpretações psicanalíticas
R. Cameron escreve que o sonho de Bilbo na caverna pode receber uma interpretação psicanalítica, onde, nas palavras de Sigmund Freud, um sonho "consiste essencialmente na transformação de pensamentos em uma experiência alucinatória". O sonho apresenta "motivos cujos significados codificados são repetidos, expandidos e aumentam em intensidade durante o encontro (literal) subsequente" de Bilbo e Gollum. Os motivos combinam "uma jornada mítica ao submundo; o modelo psíquico do inconsciente; noções teológicas da queda; e ... o período infantil ... do desenvolvimento humano."

### Orientação
Karl Schoor, escrevendo na Mythlore [en], observa que os sonhos em O Senhor dos Anéis não se limitam aos hobbits. Faramir, filho do Regente de Gondor, vê repetidamente Númenor, o reino insular predecessor de Gondor, sendo submerso por uma "grande onda escura... avançando, escuridão inescapável". Tolkien afirmou que ele mesmo tinha esse sonho recorrente da onda que se aproximava. Faramir também tem repetidamente um sonho diferente, que Schoor considera o mais importante do romance, no qual uma voz proclama: "Busca a espada que foi quebrada: Em Imladris ela reside; ...". Schoor comenta que o pai de Faramir,  Denethor, Regente de Gondor, interpreta corretamente isso como uma convocação para um Conselho de Elrond em Imladris (Valfenda).

### Visões verdadeiras
| “                           | Parecia a Frodo que ele era elevado, e ao passar ele viu que a parede de rocha era um círculo de colinas, e que dentro dele havia uma planície, e no meio da planície erguia-se um pináculo de pedra, como uma vasta torre, mas não feita por mãos. Em seu topo estava a figura de um homem. A lua, ao nascer, parecia pairar por um momento acima de sua cabeça e brilhava em seus cabelos brancos enquanto o vento os agitava. Da planície escura abaixo vinham os gritos de vozes terríveis e o uivo de muitos lobos... Uma grande águia desceu e o levou embora. As vozes lamentavam e os lobos uivavam. | ” |
| — "Na Casa de Tom Bombadil" | |   |

Nick Groom [en], em seu livro Tolkien no Século XXI, comenta que as descrições de sonhos em O Senhor dos Anéis ocupam um espaço notável. Ele escreve que os sonhos criam simultaneamente uma sensação de "irrealidade e insegurança" e conferem uma dimensão adicional à narrativa. Tomando como exemplo a visão de Frodo de Gandalf no topo de Orthanc, ele observa que a descrição implica que a visão é verdadeira e que a Terra Média é lar de algo como o panpsiquismo, mais do que apenas uma realidade material. As descrições de sonhos fornecem indícios do poder orientador dos Valar, semelhantes a deuses, transcendendo a realidade comum. Paul Kocher [en] escreve que as visões de Frodo "o distinguem como incomum mesmo antes de deixar o Condado". Ele sonha com as Montanhas Sombrias, a direção que precisa tomar para iniciar sua missão. Ele sonha com o mar, onde um dia embarcará em sua jornada final. Kocher comenta que alguns dos grandes, como Aragorn e os senhores élficos, têm "intuições verdadeiras sobre eventos futuros"; mas essas não ocorrem em sonhos. Frodo, portanto, "parece dotado de um poder possuído apenas pelos maiores entre outras raças".

### Sonhos sombrios
Yvette Kisor afirma que o poema de Tolkien "O Lai de Aotrou e Itroun", inspirado em um lai bretão, apresenta "ressonâncias" com várias de suas outras obras, incluindo O Senhor dos Anéis. Ela compara as imagens dos "sonhos sombrios" de Frodo após ser ferido pela faca de Morgul dos Nazgûl com o sonho de Aotrou, onde "ele caminhava com filhos ainda não nascidos / em jardins belos, até que a manhã / chegasse lentamente pelas janelas altas, / e sombras se moviam pela parede". Frodo sonha que está em seu próprio jardim, mas o encontra "pálido e indistinto", e "sombras escuras" aparecem atrás da cerca. Ambos, ela escreve, "sonham com jardins que representam a segurança de um espaço fechado, e ambos os sonhos são ameaçados por sombras".

### Imagens falsas
Greene escreve que os personagens malignos em O Senhor dos Anéis são capazes de inserir "imagens falsas nas mentes dos homens, ou fazer com que os homens percebam imagens verdadeiras em uma estrutura falsa". Ela cita dois exemplos: a habilidade de Sauron de enganar Denethor até o desespero por meio das visões que ele vê na pedra vidente, o Palantír; e o "cenário visual" criado pela voz do mago caído Saruman, quando ele pinta um quadro verbal para Gandalf sobre como ele e Gandalf poderiam se beneficiar ao se aliar ao mal de Sauron. Ela compara o "desconfiado rancor de Tolkien pela criação de imagens heterodoxas" ao de Spenser em A Rainha das Fadas e Milton em Paraíso Recuperado.

### Terra dos sonhos

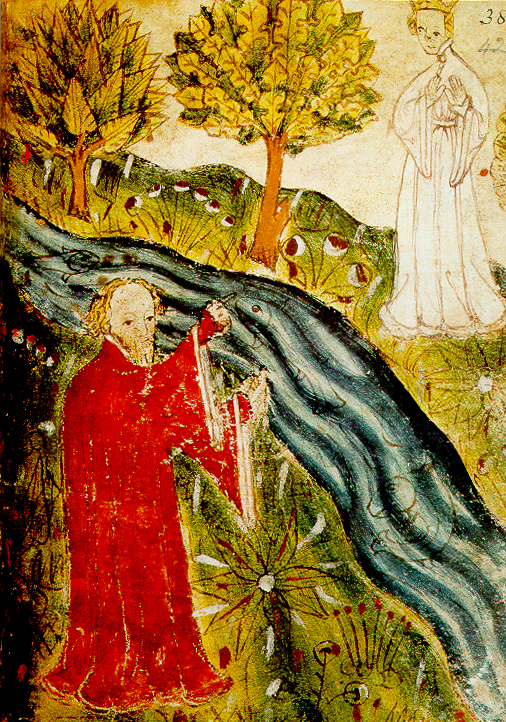
Paraíso Terrestre: Lothlórien foi comparado ao lugar sonhado no poema inglês médio Pearl. A miniatura do manuscrito Cotton Nero mostra o Sonhador do outro lado do riacho, separado da Donzela-Pérola.

Um caso especial é a terra élfica etérea de Lothlórien, que se assemelha à terra onírica do poema medieval Pearl; Tolkien trabalhava com esse texto enquanto escrevia O Senhor dos Anéis. Amy Amendt-Raduege observa que lórien é, de fato, o Quenya para 'sonho'. O lugar é onírico, com as "cores celestiais" de sua floresta, acessível apenas "ao atravessar um rio", e é governado por uma figura guia feminina, Galadriel. A terra contém uma fonte, o Espelho de Galadriel, que fornece visões àqueles que têm permissão para olhar dentro dele. A visão de Frodo, do demoníaco Olho de Sauron, é evidentemente maligna, mas sob a orientação de Galadriel é manejada com segurança. Amendt-Raduege comenta que "a visão dá a Frodo o discernimento necessário para completar sua missão: a capacidade de olhar dentro do coração de outro e ler suas tentações".

### Sonhos élficos em vigília
Kocher observa que Tolkien descreve o sono e os sonhos extremamente não humanos do elfo Legolas, enquanto ele e seus companheiros seguem a trilha dos orcs: "ele podia dormir, se é que isso poderia ser chamado de sono pelos homens, repousando sua mente nos estranhos caminhos dos sonhos élficos, mesmo enquanto caminhava com os olhos abertos na luz deste mundo."

### Viagem no tempo
Verlyn Flieger [en] observa em seu livro de 1997, A Question of Time, que Tolkien preferia o mecanismo de sonho de J. W. Dunne para viagem no tempo a meros dispositivos como a máquina do tempo de H. G. Wells. Ele tentou, duas vezes, escrever um romance de viagem no tempo, mas não completou nem A Estrada Perdida nem The Notion Club Papers [en]. A ideia de viajar ao passado distante, no entanto, sobreviveu em O Senhor dos Anéis, com sonhos semelhantes aos de Dunne para personagens principais, especialmente Frodo. Flieger escreve ainda que alguns dos sonhos em O Senhor dos Anéis "são tão entrelaçados que nos encontramos participando de uma espécie de sonho em vigília ou uma memória onírica sem saber qual é qual, quando ou como chegamos lá". Ela cita como exemplo principal o episódio em Lothlórien, que, segundo ela, Tolkien sugere estar "fora do tempo comum" e "de alguma forma fora da consciência comum".

### Paraíso
Keith Kelly e Michael Livingston escrevem na Mythlore que as descrições de visões oferecem "o vislumbre mais claro das representações de Paraíso por Tolkien". Eles observam que as duas visões de Frodo do "país verde distante", perto do início e novamente no final, sugerem uma espécie de moldura para o romance, enquadrando a missão com indícios do paraíso. Eles comentam que essa visão do plano de Tolkien é reforçada por uma carta que ele escreveu em 1944 enquanto escrevia O Senhor dos Anéis. Nela, ele afirmou que "a cena final será a passagem de Bilbo, Elrond e Galadriel pelos bosques do Condado a caminho dos Portos Cinzentos. Frodo se juntará a eles e cruzará o mar (ligando-se à visão que ele teve de um país verde distante na casa de Tom Bombadil)".

## Legado
O compositor clássico finlandês Aulis Sallinen [en] nomeou sua Sétima Sinfonia [en] como "Os Sonhos de Gandalf". A peça de 1996 deriva de música inicialmente destinada a acompanhar um balé com o tema de O Hobbit.
Howard Shore, compositor da música da série de filmes O Senhor dos Anéis, combinou todas as três variações de seu leitmotiv "O Condado" nos créditos finais de A Sociedade do Anel para criar a canção "In Dreams". A canção tem letras de Fran Walsh, e a versão do filme é cantada pelo soprano infantil [en] Edward Ross, do London Oratory School Schola [en].

### J. R. R. Tolkien
1. 1 2  (Tolkien 2008, p. 27–84)
2. ↑  (Tolkien 1937, cap. 4 "Sobre o Monte e Sob o Monte")
3. ↑  (Tolkien 1954, Livro 2, cap. 2 "O Conselho de Elrond")
4. ↑  (Tolkien 1954, Livro 1, cap. 7 "Na Casa de Tom Bombadil")
5. ↑  (Tolkien 1955, Livro 6, cap. 9 "Os Portos Cinzentos")
6. ↑  (Carpenter 2023, #180 para Sr. Thompson, rascunho, 14 de janeiro de 1956)
7. ↑  (Tolkien 1954, Livro 1, cap. 7 "Na Casa de Tom Bombadil")
8. ↑  (Tolkien 1954, Livro 3, cap. 1 "Os Cavaleiros de Rohan")
9. ↑  (Tolkien 1992, p. 53)